# Saint-François de Sherbrooke
Le Saint-François de Sherbrooke est une équipe de hockey sur glace qui faisait partie de la Ligue nord-américaine de hockey. Elle était basée à Sherbrooke au Québec (Canada).

## Historique
L'équipe a été créée en 2003, à la suite du déménagement de la formation du Lacroix de Windsor.
L'équipe est championne de la Coupe Futura en 2005-2006, puis de la Coupe Canam en 2010-2011.
À l'été 2011, l'équipe est forcée de déménager et elle effectue un retour à Windsor après un séjour de 8 ans à Sherbrooke. L'équipe porte désormais le nom du Wild de Windsor.

### Saisons dans la LNAH
Pour les significations des abréviations, voir statistiques du hockey sur glace.
| Saison    | PJ | V  | D  | N | DP | DF | Pts | Classement               | Séries éliminatoires                   |
| --------- | -- | -- | -- | - | -- | -- | --- | ------------------------ | -------------------------------------- |
| 2010-2011 | 42 | 22 | 15 | - | 3  | 2  | 47  | 4e place                 | Remporte la Coupe Canam                |
| 2009-2010 | 44 | 25 | 11 | - | 5  | 3  | 58  | 1re place                | Défaite en finale                      |
| 2008-2009 | 44 | 24 | 12 | - | 4  | 4  | 56  | 3e place                 | Défaite en quart de finale             |
| 2007-2008 | 52 | 24 | 22 | - | 2  | 4  | 54  | 6e place                 | Défaite en quart de finale             |
| 2006-2007 | 48 | 31 | 13 | - | 2  | 2  | 66  | 1re place                | Défaite en finale                      |
| 2005-2006 | 56 | 36 | 13 | - | 3  | 4  | 79  | 2e place                 | Remporte la Coupe Futura               |
| 2004-2005 | 60 | 36 | 20 | 2 | 2  | -  | 76  | 3e place                 | Défaite en quart de finale             |
| 2003-2004 | 50 | 25 | 21 | 1 | 3  | -  | 54  | 4e place, division Ouest | Défaite en demi-finale, division Ouest |